# Darwin Matheus
Darwin Matheus (Barinas, Estado Barinas, Venezuela; 9 de abril de 2001) es un futbolista venezolano que juega como delantero en el Zamora Fútbol Club de la Primera División de Venezuela.

## Trayectoria
Matheus comenzó su carrera en el Zamora F.C.. Debutó en 2018, jugó tres temporadas en el club y consiguió dos títulos.
El 2 de abril de 2021, Matheus fichó por el Atlanta United 2 de la USL Championship.

## Estadísticas
Actualizado al último partido disputado el 19 de junio de 2022
| Zamora · Venezuela                                                               | 1.ª           | 2018          | 7  | 2  | 2  | 0 | - | - | - | - | 9   | 2  |
| Zamora · Venezuela                                                               | 1.ª           | 2019          | 21 | 4  | 8  | 2 | - | - | - | - | 29  | 6  |
| Zamora · Venezuela                                                               | 1.ª           | 2020          | 20 | 5  | -  | - | 2 | 0 | - | - | 22  | 5  |
| Zamora · Venezuela                                                               | Total club    | Total club    | 0  | 0  | 10 | 0 | 2 | 0 | 0 | 0 | 0   | 0  |
| Atlanta United 2 Estados Unidos                                                  | 2.ª           | 2021          | 31 | 6  | -  | - | - | - | - | - | 31  | 6  |
| Atlanta United 2 Estados Unidos                                                  | 2.ª           | 2022          | 11 | 1  | -  | - | - | - | - | - | 11  | 1  |
| Atlanta United 2 Estados Unidos                                                  | Total club    | Total club    | 0  | 0  | 0  | 0 | 0 | 0 | 0 | 0 | 0   | 0  |
| Total carrera                                                                    | Total carrera | Total carrera | 90 | 18 | 10 | 2 | 2 | 0 | 0 | 0 | 102 | 20 |
| (1) Incluye datos de la Copa Venezuela (2) Incluye datos de la Copa Sudamericana |               |               |    |    |    |   |   |   |   |   |     |    |

## Palmarés

### Títulos nacionales
| Título                        | Club        | País      | Año  |
| ----------------------------- | ----------- | --------- | ---- |
| Primera División de Venezuela | Zamora F.C. | Venezuela | 2018 |
| Copa Venezuela                | Zamora F.C. | Venezuela | 2019 |